# Jerzy Skolimowski
Jerzy Skolimowski est un cinéaste, acteur et artiste peintre polonais né le 5 mai 1938 à Łódź. Il est considéré comme l'un des grands noms du Nouveau cinéma polonais des années 1960.

## Biographie

### Jeunesse et formation
L'enfance de Jerzy Skolimowski est fortement marquée par l'expérience de la guerre[réf. nécessaire]. Alors qu'il est très jeune, son père, ingénieur dans les chemins de fer et membre de la résistance polonaise, est arrêté par les nazis en 1941 et meurt au Camp de concentration de Flossenbürg en 1943. Sa mère « prend le relais » dans la résistance, cachant du matériel pour imprimer des tracts sous le lit de son fils qui doit se montrer enjoué lors des fouilles de la Gestapo pour qu'elle ne cherche pas là. Sa mère cachera aussi une femme et ses deux enfants juifs.
Le jeune Jerzy Skolimowski est un enfant souvent malade, et pendant la guerre il souffre de la faim. Il est aussi psychologiquement affecté par la tension de cette époque. Après la guerre sa mère, forte de son passé de résistante, participe à la mise en place d'une nouvelle politique d'éducation en Pologne. Elle travaille beaucoup, créant des écoles et enseignant jusque tard le soir. Elle est ensuite envoyée comme attachée culturelle à Prague où elle reste de 1948 à 1953, devant alors quitter son poste parce qu'elle n'est pas membre du Parti Communiste. L'enfant est scolarisé dans la même école que Václav Havel qui devient un de ses bons camarades de classe. À l'école, il estime avoir des professeurs « horribles » pour lesquels il n'a aucun respect. Ce contact a fait selon lui naître les thèmes de la non-communication entre les générations et du dédain envers les personnes plus âgées qu'on retrouve dans les films du début de sa carrière. Il ressent aussi fortement qu'il existe en Pologne un fossé entre les plus âgés, qui ont vécu la guerre, et les plus jeunes, qui ne l'ont pas connue.
Il commence à écrire de la poésie car il souhaite travailler avec le jazzman Krzysztof Komeda. Il lui propose « naïvement » des textes pour sa musique. Komeda refuse les textes, mais une amitié se crée et Skolimowski fera l'éclairage des concerts de Komeda avant que le musicien ne compose les bandes originales de tous les films du réalisateur jusqu'à sa mort en 1969. Jerzy Skolimowski publie son premier recueil de poèmes Quelque Part Près de Soi en 1958 et un an plus tard il obtient son diplôme de l'Université de Littérature et d'Histoire de Varsovie. Il estime n'être pas un très bon poète.
Il rencontre Andrzej Wajda dans une résidence pour écrivains, alors qu'il est venu écrire avec Jerzy Andrzejewski le scénario des Innocents charmeurs en 1960. Wajda lui demande son avis sur le scénario car il est le plus jeune des auteurs présents. Skolimowski répond que les réactions des jeunes dans ce qui est écrit sont invraisemblables et Wajda lui propose de collaborer au scénario. C'est sur les conseils de Wajda qu'il passe le concours pour entrer à l'École nationale de cinéma de Łódź où il rencontre Roman Polanski. Il est l’auteur du scénario et des dialogues du premier long métrage de celui-ci, Le Couteau dans l'eau. Il se définit comme « paresseux » et explique que c'est à cause de ce défaut qu'il abandonne l'écriture pour la réalisation : il lui semble en effet plus facile d'exprimer en un plan ce qui se dit en un long texte, et plus simple de réaliser lui-même que d'expliquer à un autre comme il imagine que doit être mis en scène le scénario qu'il a écrit.

### Premiers films en Pologne et début de carrière à l'étranger
Il réalise Boks, un moyen métrage sur la boxe en 1959, alors qu'il est en première année de l'école de Łódź. Il s'agit d'un scénario que Skolimowski a envoyé à un concours organisé par le Comité Olympique Polonais pour réaliser des courts métrages afin d'inciter les jeunes à faire de la boxe. Ayant gagné le concours de scénario, Jerzy Skolimowski fait croire qu'il est déjà diplômé pour pouvoir réaliser lui-même le film.
Skolimowski réalise ensuite la trilogie des aventures d'Andrzej Leszczyc, jeune homme en colère et inadapté, avec Signe particulier : néant, Walkower et La Barrière. Signe particulier : néant est tourné durant les études du réalisateur à Łódź. Il doit en effet régulièrement y réaliser des courts-métrages pour passer ses examens et il décide de faire en sorte que tous ces films et essais soient liés entre eux pour qu'ils constituent, à la fin, un long métrage entier. Skolimowski se dit que de cette manière, il n'aurait pas nécessairement à travailler comme assistant réalisateur s'étant déjà montré capable de réaliser un long métrage. Le film ne sort néanmoins qu'après qu'il a tourné Walkower la bureaucratie polonaise ne sachant que faire du film tellement, selon Skolimowski, elle semblait étonnée qu'on puisse réaliser un film ainsi.
N'ayant que peu de moyens pour faire ses films, il prend l'habitude de filmer les actions en une seule prise ainsi que de tourner en plan séquence (Walkover compte en tout 28 plans au total et il y en avait 39 dans Signes particuliers : néant).
Il reçoit pour La Barrière le grand prix du Festival de Bergame. Lors d'une présentation de ce film, il rencontre Bronka Riquier, une polonaise vivant en Belgique. Des producteurs néerlandais lui ayant proposé de faire un film avec eux, elle sert d'interprète, puis, les négociations n'avançant pas, elle lui propose de financer le film elle-même avec l'argent de son mari, éditeur de revues automobiles.
Il réalise donc Le Départ en Belgique. Il tourne ce film en 27 jours, déclarant par la suite qu'un temps aussi court lui convient car il est si « paresseux » que moins il dispose de temps, mieux il travaille.
Le grand prix de Bergame pour La Barrière et l'Ours d'or qu'il reçoit au Festival de Berlin en 1967 pour Le Départ lui apportent la consécration. Il faut néanmoins remarquer que le caractère « occidental » du Départ désarçonne une partie de la critique que cette capacité d'adaptation inquiète, ne pouvant réellement définir la personnalité du réalisateur Skolimowski. Le Départ est relativement mal reçu à sa sortie en France aussi bien par les critiques qui n'y retrouvent pas les qualités de ses films précédents,, que par le public.
En 1967 il réalise Haut les mains (Ręce do góry). Il estimera en 1968 qu'il s'agit de son meilleur film. Il y montre un homme de trente-cinq ans qui, ayant réussi professionnellement et socialement, se demande ce qu'il a fait de ses dix dernières années et des idéaux de sa jeunesse. Skolimowski entend ainsi parler de sa génération qui voulait « créer quelque chose artistiquement, scientifiquement, politiquement » et dont il se demande où sont maintenant passés l'enthousiasme et la rage.
À cette époque Skolimowski dit ne pas être engagé politiquement, n'étant pas membre du parti communiste polonais. Le gouvernement, « après tout, produit [ses] films. » Il pense que si un artiste se doit d'avoir une vision humaniste, il n'est pas forcé de s'engager en politique et déclare « laisser la politique aux politiciens. » Il habite avec sa femme et son fils à Varsovie. Même s'il aime travailler à l'étranger et que cela lui permet de faire d'autres expériences et d'avoir d'autres points de vue sur son pays, il se considère comme profondément polonais.

### Exil
Haut les mains est interdit par la censure, considéré comme une charge anti-stalinienne (il sortira finalement en 1981) et Jerzy Skolimowski décide de ne plus tourner en Pologne. Il estime que cette interdiction « a pratiquement détruit [sa] vie » car à partir de ce moment il a dû quitter son pays, vivre en allant d'un pays à l'autre et surtout cesser de faire les films qu'il voulait vraiment réaliser pour commencer à faire des films afin de gagner de l'argent. Le réalisateur se sent « poussé dehors », désemparé, ne sachant où aller. Skolimowski jouit pourtant à l'époque d'un certain prestige en Europe de l'Ouest : le magazine Sight and Sound le considère par exemple comme « le cinéaste le plus explosif et original de l'Europe de l'Est. »
Skolimowski rejoint Roman Polanski à Londres, qui lui parle de la possibilité de réaliser un film historique d'après Arthur Conan Doyle, Les Aventures du brigadier Gérard. Ayant un impératif besoin d'argent, Skolimowski accepte de réaliser ce qu'il considère en 2013 comme un « film stupide ». Le tournage est difficile : Skolimowski souffre de ne pas parler anglais, il manque d'être renvoyé mais Claudia Cardinale menace de quitter aussi le film s'il devait partir. Il « assiste » au montage du film sans pouvoir réellement y participer, et n'a pas le final cut, se sentant « évincé d'une sale façon ».
Il réalise ensuite Deep End (1970), le premier de ses films à obtenir un succès international, puis Travail au noir (Moonlighting, 1982) et Le Succès à tout prix (1984). À la suite de l'échec de ce film, il part travailler aux États-Unis. Il y réalise Le Bateau phare.
En 1991, il adapte un des romans majeurs de la littérature polonaise : Ferdydurke de Witold Gombrowicz. Le tournage débute à Varsovie durant l'hiver 1990. C'est la première fois qu'il tourne en Pologne depuis vingt ans. Mais si Skolimowski apprécie le talent des actrices du film, Fabienne Babe et Judith Godrèche, le film souffre d'être une coproduction entre trop de pays différents, ce que le réalisateur qualifiera « d'europudding ». Ce film, qu'il considère comme son plus mauvais, le « dégoût[e] du cinéma ». Il décide de s'arrêter pour ce qu'il croit être une pause de quelques années qui durera en fait dix-sept ans.
En 2001, le festival International du film Entrevues à Belfort lui consacre une rétrospective.

### Arrêt de sa carrière et reprise au bout de dix-sept ans
Durant cette pause il se consacre en particulier à la peinture où il rencontre un certain succès. Il travaille aussi régulièrement comme acteur. Il tient notamment un second rôle dans Les Promesses de l'ombre de David Cronenberg. Puisque ces activités de peintre et d'acteur lui permettent de gagner confortablement sa vie, il décide qu'il ne réalisera de nouveau que s'il peut faire des films « sans compromis » et en se jurant de « ne plus jamais faire un film aussi nul que Ferdydurke ».
Quelque temps avant de revenir au cinéma avec Quatre nuits avec Anna en 2008, il retourne s'installer en Pologne avec sa femme, Ewa Piaskowska, à quelque distance de Varsovie. Ils habitaient précédemment en Californie. Ils possèdent une maison en pleine nature, ce qui est nouveau pour le réalisateur, et le rapport à la nature est pour lui une « expérience forte ». Son film suivant, Essential Killing, a en grande partie été tourné en Pologne car le réalisateur souhaitait de nouveau, comme il l'avait fait pour son précédent film, tourner à proximité de son domicile.
À la question : « Par quoi vos films sont-ils obsédés ? » il a répondu en 2010 que c'était par les « outsiders. »
Certaines de ses toiles sont visibles dans le film de Roman Polanski The Ghost Writer.
Il a été en avril 2011 président du jury du Festival international du cinéma indépendant Off Plus Camera de Cracovie.

## Goûts et influences
En 1968 Jerzy Skolimowski se déclare très influencé par Jean-Luc Godard. Il n'en avait pourtant jamais vu un seul film lorsqu'il a réalisé Signe particulier : néant et Walkower. Il déclare aussi beaucoup aimer les films américains. Ses films préférés à l'époque sont Citizen Kane, À bout de souffle et Huit et demi. Il aime aussi les films de Roman Polanski, précisant que ce n'est pas parce qu'il est son ami. Son œuvre préférée de Polanski est Cul-de-sac. Il considère que le meilleur film polonais de tous les temps est Cendres et Diamant d'Andrzej Wajda.

## Filmographie

### Réalisateur

#### Longs métrages
- 1964 : Signe particulier : néant (Rysopis)
- 1965 : Walkower
- 1966 : La Barrière (Bariera)
- 1967 : Le Départ
- 1967 : Haut les mains (Ręce do góry)
- 1970 : Les Aventures du brigadier Gérard (The Adventures of Gerard)
- 1970 : Deep End
- 1972 : Roi, Dame, Valet (King, Queen, Knave)
- 1978 : Le Cri du sorcier (The shout)
- 1982 : Travail au noir
- 1984 : Le Succès à tout prix (Success is the best revenge)
- 1986 : Le Bateau phare (The Lightship)
- 1989 : Les Eaux printanières (Acque di primavera)
- 1991 : Ferdydurke (30 Door Key)
- 2008 : Quatre nuits avec Anna (Cztery noce z Anną)
- 2010 : Essential Killing
- 2015 : 11 Minutes (11 Minut)
- 2022 : Eo

Prochainement
- 2026 : Angel of Death

#### Courts métrages
- 1959 : Boks, moyen métrage
- 1960 : L'Œil torve (Oko wykol) - muet - 2 min 40 s
- 1960 : Le Petit Hamlet (Hamles) - 7 min 23 s
- 1960 : Érotique (Erotyk) - 3 min
- 1961 : La Bourse ou la vie (Pieniądze albo zycie) - 5 min 58 s
- 1962 : Akt, documentaire
- 1968 : Dialogue 20-40-60 (Dialog 20-40-60) - segment 20 ans

### Scénariste
Il est le scénariste de tous ses films sauf Roi, Dame, Valet, Haut les mains et Le Bateau phare.
- 1960 : Les Innocents charmeurs d'Andrzej Wajda
- 1962 : Le Couteau dans l'eau (Nóz w wodzie) de Roman Polanski
- 1972 : Poslizg de Jan Lomnicki
- 1986 : Mesmerized de Michael Laughlin
- 2023 : The Palace de Roman Polanski (co-scénariste avec Polanski)

### Acteur
- 1960 : Les Innocents charmeurs d'Andrzej Wajda
- 1964 : Signe particulier : néant (Rysopis)
- 1965 : Walkower
- 1966 : Sposób Bycia de Jan Rybkowski
- 1966 : La Barrière (Bariera)
- 1972 : Poślizg de Jan Łomnicki
- 1981 : Le Faussaire (Die Fälschung) de Volker Schlöndorff
- 1981 : Haut les mains (Ręce do góry)
- 1985 : Soleil de nuit (White Nights) de Taylor Hackford
- 1987 : Big Shots de Robert Mandel
- 1989 : Les Eaux printanières (Acque di primavera)
- 1996 : Mars Attacks! de Tim Burton
- 1998 : I Love L.A. de Mika Kaurismäki
- 2000 : Avant la nuit (Before Night Falls) de Julian Schnabel
- 2007 : Les Promesses de l'ombre de David Cronenberg
- 2012 : 11 settembre 1683 (aussi The Day of the Siege: September Eleven 1683) de Renzo Martinelli : Jean III Sobieski
- 2018 : Una storia senza nome de Roberto Andò

## Récompenses et distinctions

### Récompenses
- 1967 : Ours d'or à la 17e Berlinale pour Le Départ
- 1978 : Grand Prix du Jury au 31e Festival de Cannes pour Le Cri du sorcier
- 1982 : Prix du Scénario au 35e Festival de Cannes pour Travail au noir
- 1985 : Prix Spécial du Jury à la 42e Mostra de Venise pour Le Bateau phare
- 2008 : Prix spécial du jury au Festival international du film de Tokyo pour Quatre nuits avec Anna
- 2010 : Grand Prix du Jury à la 67e Mostra de Venise pour Essential Killing
- 2016 : Lion d'or pour la carrière à la 73e Mostra de Venise
- 2022 : Prix du Jury au 73e Festival de Cannes pour Hi-Han[Note 1]

## Décorations
- Commandeur de l'Ordre de la Polonia Restituta
- Médaille d'or du Mérite culturel polonais Gloria Artis